# Les mans buides
Les mans buides és una pel·lícula de comèdia dramàtica del 2003 en coproducció hispanofrancesa dirigida per Marc Recha, en el que és el ser tercer llargmetratge. Ha estat rodada en català i francès a Portvendres. Fou seleccionada per competir a la secció Un Certain Regard del 56è Festival Internacional de Cinema de Canes.

## Sinopsi
A una localitat fronterera de la Catalunya del Nord, un dels protagonistes, Perroquet, és un lloro que veu com la seva ama, Madame Catherine, ha mort pels seus excessos i li demanen a Eric que l'enterri. Un altre personatge i base de la història és Gerard, un desconegut que busca feina i recorre el país en tren; en un d'ells es creua amb la controladora Sophie. El director pretén una reflexió sobre la incomunicació i l'absència, sobre la mort i la pèrdua d'identitat.

## Repartiment
- Dominique Marcas: Madame Catherine
- Jérémie Lippmann: Axel
- Olivier Gourmet: Eric
- Eduardo Noriega: Gérard
- Jeanne Favre: Lola
- Sébastien Viala: Philippe
- Rajko Nikolic: Monsieur Georges
- Eulàlia Ramon: Maria
- Mireille Perrier: Sophie
- Mireia Ros: Anna

## Premis
- II Premis Barcelona de Cinema: millor muntatge.[4]
- Premis Butaca de 2004: nominada a la millor pel·lícula.[5]
- Prix Arlequin al millor guió de 2002.[6]